# 雅羅足球俱樂部
雅羅足球俱樂部（瑞典語：Fotbollsföreningen Jaro，简称“FF Jaro”）是芬蘭的一家足球俱樂部，位於雅各布斯塔德。俱樂部的主場是雅各布斯塔德中央体育场，球队的标志颜色是红色。球隊目前參加芬兰足球第一联赛的賽事。球队曾在芬蘭足球超級聯賽及其前身的联赛中参赛21个赛季，以及在甲级联赛中13个赛季。

## 外部連結
- 官方网站  （文） （瑞典文）
- 球迷网站 （页面存档备份，存于） （瑞典文） （文）